# Thenelles
Thenelles – miejscowość i gmina we Francji, w regionie Hauts-de-France, w departamencie Aisne.
Według danych na styczeń 2014 roku gminę zamieszkiwały 563 osoby, a gęstość zaludnienia wynosiła 80,5 osób/km².